# Серата (Солонц, Бакеу)
Серата (рум. Sărata) — село у повіті Бакеу в Румунії. Входить до складу комуни Солонц.
Село розташоване на відстані 239 км на північ від Бухареста, 28 км на захід від Бакеу, 102 км на південний захід від Ясс, 124 км на північний схід від Брашова.

## Населення
За даними перепису населення 2002 року у селі проживали 872 особи, усі — румуни. Усі жителі села рідною мовою назвали румунську.